# Mercedes-Benz Actros
Mercedes-Benz Actros är en tung lastbil tillverkad av Mercedes-Benz.

## Historik
Tillverkningen började år 1995 och utseendet har ändrats fyra gånger genom åren. Lastbilen tillverkas med fyra olika chassityper och flera olika motoralternativ. Den har fått priset Truck of the Year fyra gånger, alltså på alla modeller.

## Galleri

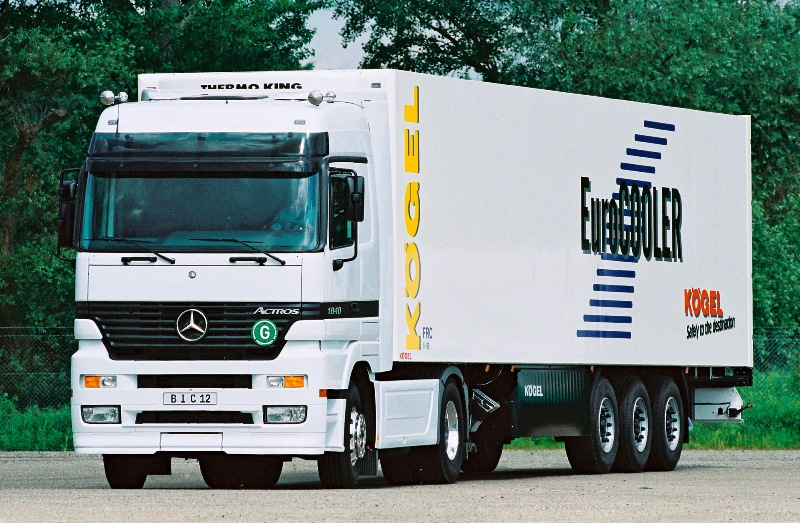
Mp1, första generationen.
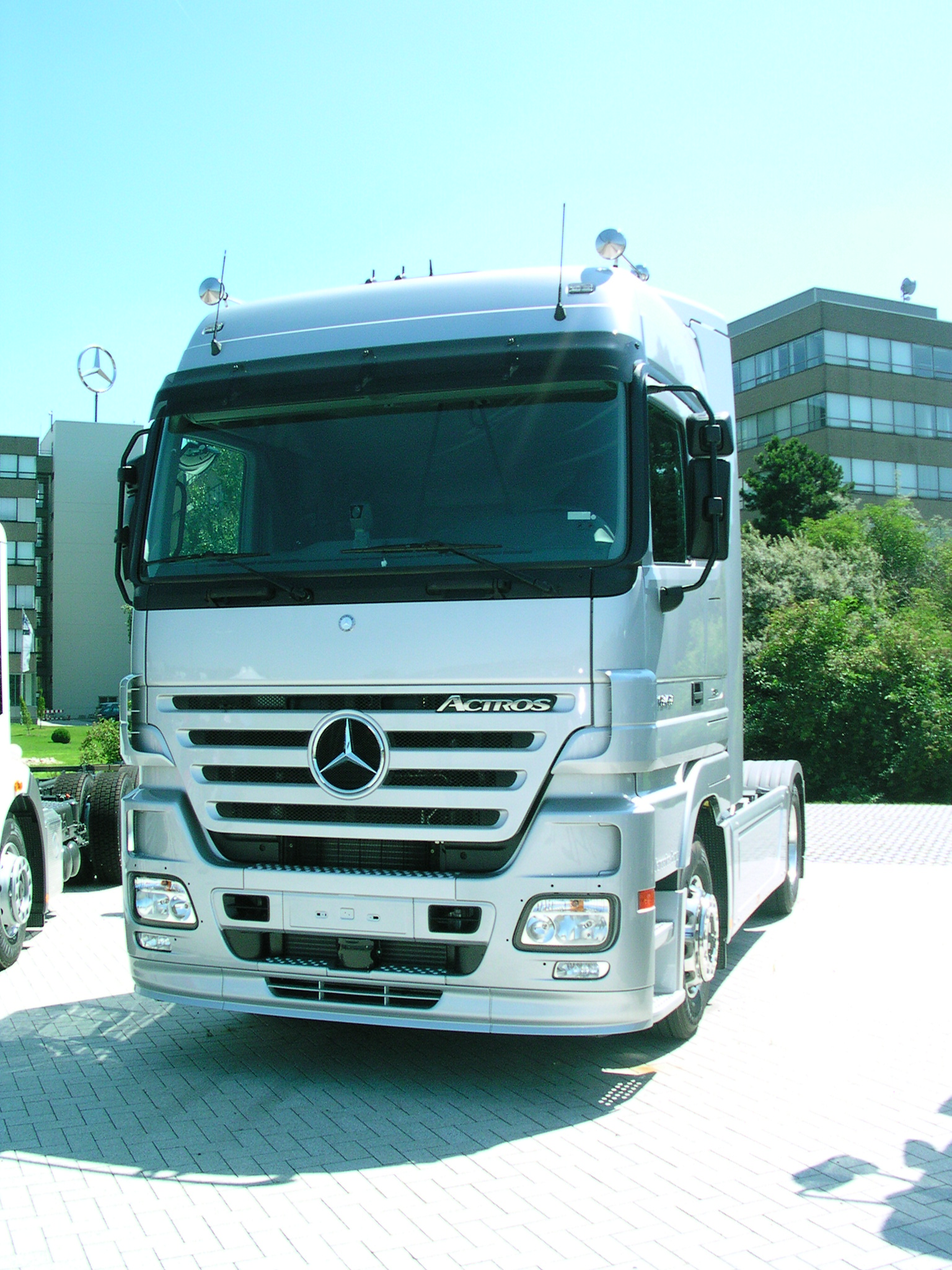
MP2, andra modellen.
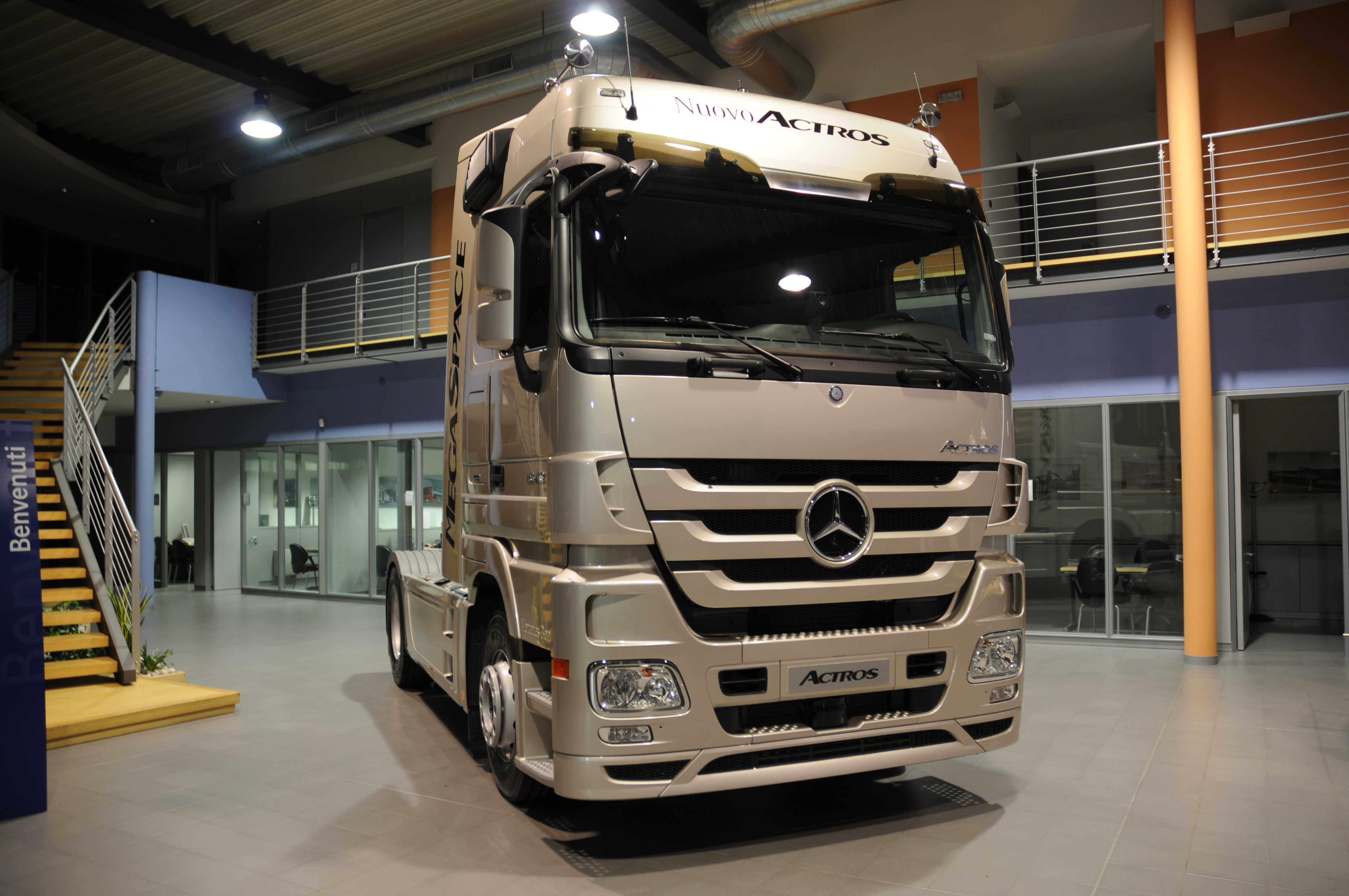
MP3, tredje modellen.
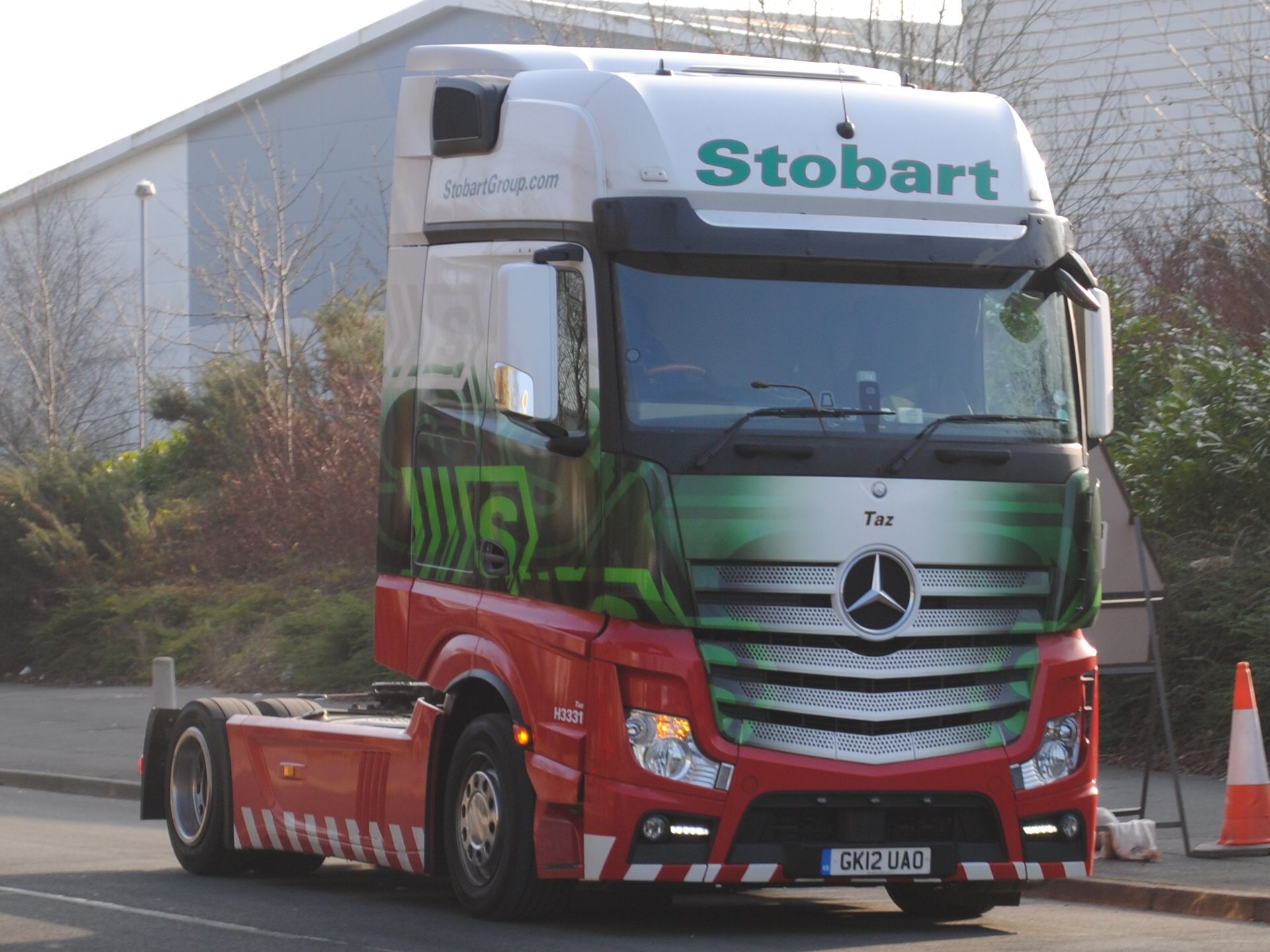
MP4 (2011–), även kallad New Actros, fjärde och senaste modellen.